# Districtul Fulda
Fulda este un district rural (Landkreis) din landul Hessa, Germania. Are capitala în orașul Fulda.
1. 1 2 3  GeoNames